# Fernando Ledesma Bartret
Fernando Ledesma Bartret (Toledo, 1939) és un polític i jurista espanyol que fou Ministre de Justícia en diversos governs de Felipe González. És magistrat del Tribunal Suprem d'Espanya.

## Biografia
Va néixer el 30 de desembre de 1939 a la ciutat de Toledo. Va estudiar dret a la Universitat de Salamanca, i posteriorment inicià la seva carrera judicial arribant a esdevenir magistrat del Tribunal Suprem d'Espanya i president del Consell d'Estat d'Espanya de 1991 fins a 1996.

## Activitat política
Membre del Partit Socialista Obrer Espanyol (PSOE) en la formació del primer govern dirigit per Felipe González fou nomenat l'any 1982 Ministre de Justícia, càrrec que desenvolupà fins al 1988.
En les eleccions generals de 1986 fou escollit diputat al Congrés per la província de Valladolid, sent novament escollit en les eleccions de 1989. El març de 1991 renuncià al seu escó.